# Leone (cardinal 1219)
Pour les articles homonymes, voir Leone.
Leone (mort avant 1228) est un cardinal de l'Église catholique du XIIIe siècle, nommé par le pape Honoré III.

## Biographie
Leone est créé cardinal par le pape Honoré III lors du consistoire de 1221. 